# Mitsubishi G1M
Mitsubishi G1M — экспериментальный самолёт-разведчик и бомбардировщик Императорского флота Японии периода 1930-х годов.

## История создания
В 1933 году командование ВВС Императорского флота Японии сформулировало техническое задание 8-Си на разработку самолёта-разведчика сверхдальнего радиуса действия, который был бы способен вести разведку перемещения флота потенциальных противников вблизи мест базирования — имелись в виду Филиппины и Пёрл-Харбор.
Дальность полета должна была составлять 7 200 км, максимальная скорость — 220 км/ч. Учитывая чрезвычайную сложность требований технического задания, рассматривалась возможность создания самолёта, который имел бы вдвое меньшую дальность полета. В этом случае возврата самолета на базу не предусматривалось, а экипаж должен был быть подобран подводной лодкой в заранее обусловленном месте.
Чтобы выполнить требования технического задания, конструкторы особое внимание уделили аэродинамике. Для самолёта была выбрана схема среднеплана с крылом, оснащенным закрылками. Впервые в японской авиации было использовано шасси, оборудованное в мотогондоле двигателей. Самолёт был оснащен двумя двигателями Hiro Type 91 мощностью 620 к.с., которые вращали деревянные двухлопастные винты постоянного шага. Несмотря на высокую скорость самолёта, установка вооружения не предусматривалась. Самолет получил заводское обозначение Ka-9 или Экспериментальный специальный разведчик 8-Си.
Когда в феврале 1934 году самолёт был практически готов, стало ясно, что выполнить требования технического задания в части дальности полёта не удастся. поэтому флот отозвал заказ на разведчик, и приказал переделать его в многоцелевой ударный самолет, который получил обозначение Средний базовый штурмовик 8-Си. В этом варианте на самолёт установили два 7,7-мм пулемета в носовой и хвостовой частях фюзеляжа. Бомбовая нагрузка размещалось на внешней подвеске.
Первый прототип поднялся в воздух в апреле 1934 года. Самолёт показал хорошие летные качества, достигнув скорости 261 км/ч, что значительно превышало требования технического задания. Летные испытания продолжались до 1935 года, в ходе которых двухлопастные винты заменили четырёхлопастными. В это же время, согласно недавно принятой на флоте системы классификации самолету присвоили название G1M1.
Несмотря на передовой дизайн и хорошие летные качества, самолёт имел и определённые недостатки. Так, хвостовое оперение имело недостаточную жесткость, центр масс был смещён вперед, и в целом самолёт, разработанный как разведчик, был не очень приспособлен для выполнения ударных функций. Устранение этих недостатков требовало серьезных доработок, которые были учтены в спецификации флота 9-Си, разработанной в конце 1934 года. Согласно этой спецификации началось проектирование нового самолёта, который впоследствии получил название Mitsubishi G3M.
Самолет «G1M» испытывался весь 1935 год. Во время одного из них он скапотировал и был повреждён. Несмотря на то, что повреждения были не очень значительными, было решено не восстанавливать самолёт.

## ТТХ

### Технические характеристики
- Экипаж: 5
- Длина: 15,83 м
- Размах крыла: 25,00 м
- Высота: 4,53 м
- Площадь крыла: 75,00 м²
- Профиль крыла:
- Масса пустого: 4 775 кг
- Масса снаряженного:
- Нормальная взлетная масса: 7 003
- Максимальная взлетная масса:
- Двигатель Hiro Type 91
- Мощность: 2x 620 л. с.[1]

### Лётные характеристики
- Максимальная скорость: 261 км/ч
  - у земли:
  - на высоте м:
- Крейсерская скорость: 225 км/ч
- Практическая дальность: 4 330 км
- Практический потолок: 4 600 м
- Скороподъёмность: м/с
- Нагрузка на крыло: кг/м²[1]

### Вооружение
- Пушечно-пулемётное:
  - 2 х 7.7-мм переносных пулемёта в передней и задней кабинах.[1]